# (11040) Wundt
(11040) Wundt ist ein Asteroid des Hauptgürtels, der am 3. April 1989 vom belgischen Astronomen Eric Walter Elst am Observatoire de Haute-Provence (IAU-Code 511) im Südosten Frankreichs entdeckt wurde.
Der Asteroid wurde am 23. Mai 2000 nach dem deutschen Physiologen, Psychologen und Philosophen Wilhelm Wundt (1832–1920) benannt, der als Begründer der Psychologie als eigenständiger Wissenschaft und als Mitbegründer der Völkerpsychologie (Kulturpsychologie) gilt.